# Ключарёвская летопись
Ключарёвская летопись: история о начале и возобновлении Астрахани, случившихся в ней бунтах, об архиереях в оной бывших, а также о воеводах, градоначальниках и губернаторах (также называется — Ключаревская летопись: история о начале и возобновлении Астрахани, случившихся в ней происшествиях, об архиереях в оной бывших, а также о воеводах, градоначальниках и губернаторах? Ключарёвская летопись, Астраханская летопись) — книга (летописный свод) составленная Кириллом Васильевым, ключарём Астраханского Успенского собора в 20—30-х гг. XIX века, в которой были собраны все имевшиеся сведения об исторических событиях в Астрахани («история о начале и возобновлении Астрахани, случившихся в ней происшествиях») и её жителях («об архиереях в оной бывших, а также о воеводах, градоначальниках и губернаторах».
Важный исторический памятник в котором переплетены многочисленные действительные исторические и легендарные сведения, касающиеся истории города с XVI по XVIII вв.

## Содержание и история издания
Летопись впервые была опубликована автором — Кириллом Васильевым, в 1887 году в Астрахани, в «Типографии Губернского правления».
Про автора памятника — Кирилла Васильева известно из вышеуказанного издания, что он в 1791 году окончил риторический класс в Астраханской духовной семинарии и был определён псаломщиком в Астраханский Кафедральный Собор. В 1794 году рукоположен в диаконы, а в 1797 году в пресвитера. В 1799 году Васильев был назначен ключарём при том же храме, войдя под этим званием в историю и дав известное название летописному своду. В 1800 году пресвитер Кирилл был награждён епархиальной зелёной бархатной скуфьёй 2-й степени. Затем в с 1802 по 1807 годы был назначен смотрителем Иоанно-Предтеченского монастыря и в 1803 году возведён в чин протоиерея. В 1805 году был определён присутствующим в Консисторию. В 1806 году был награждён фиолетовой бархатной скуфьёй. В 1807 году награждён палицей, а в 1809 году — камилавкой.
Последнее современное издание Ключарёвской летописи было осуществлено в 1988 году астраханским писателем-краеведом Александром Марковым в сборнике «Найдено в Астрахани» и изданном в Волгограде Нижне-Волжским книжным издательством.
25 января 2010 года Агентство связи и массовых коммуникаций Астраханской области объявило о запуске по почину Астраханская областная научная библиотека имени Н.К. Крупской переиздания памятника. Было отмечено, что особое внимание при составлении комментариев будет уделено проработке некоторых спорных указаний летописи, связанных историческими событиями: присоединение Астраханского ханства к России, восстание Степана Разина, восстание Пугачева, пребывание в Астрахани Суворова и др., исследованию и проверке местной топонимики и памятников зодчества. Также предполагается подробно прояснить церковные и богослужебные понятия и термины на доступном, широкому кругу читателей, языке.
Во время проходившей с 10 по 15 марта 2010 года в ВВЦ выставки-ярмарки «Книги России» Губернатор Астраханской области Александр Жилкин сообщил посетившему мероприятие Патриарху Кириллу, что с в запасниках Астраханской областной библиотеки хранится рукопись «Ключарёвской летописи», которую исследователи отнесли к 30-х годах XIX в. и в ближайшее время предполагается многотиражное издание этого исторического памятника с комментариями и примечаниями учёных-историков, на что Кирилл дал своё благословение.